# Рив-дю-Куенон
Рив-дю-Куенон (фр. Rives-du-Couesnon) — муніципалітет у Франції, у регіоні Бретань, департамент Іль і Вілен. Рив-дю-Куенон утворено 1 січня 2019 року шляхом злиття муніципалітетів Сен-Жорж-де-Шене, Сен-Жан-сюр-Куенон, Сен-Марк-сюр-Куенон i Вандель. Адміністративним центром муніципалітету є Сен-Жан-сюр-Куенон. Населення — 2911 осіб (01.01.2021).